# Phylidorea latistyla
Phylidorea latistyla är en tvåvingeart som beskrevs av Evgenyi Nikolayevich Savchenko 1986. Phylidorea latistyla ingår i släktet Phylidorea och familjen småharkrankar. Inga underarter finns listade i Catalogue of Life.